# Stony Hill
Stony Hill ist eine Kleinstadt im Südosten von Jamaika. Die Stadt befindet sich im County Surrey im Parish Saint Andrew. Im Jahr 2010 hatte Stony Hill eine Einwohnerzahl von 8.361 Menschen.

## Geografie
Stoney Hill grenzt direkt an Kingston, die Hauptstadt der Insel. Sie liegt zwischen den beiden Ortschaften Golden Spring, nördlich der Stadt und Constant Spring, welches sich zwischen dem Ort und Kingston im Süden befindet. Zusammen mit weiteren Ortschaften bilden sie die größte Metropolregion von Jamaika. 
Östlich von Stony Hill erstrecken sich die Blue Mountains. Die Höhe des Ortes variiert zwischen 300 und 500 Meter über dem Meeresspiegel.

## Wirtschaft und Verwaltung
In Stony Hill befindet sich das St. Andrew Juvenile Remand Centre des Department of Correctional Services (DCS) eine Verwaltungseinheit des Ministeriums für Nationale Sicherheit (MNS) von Jamaika.
Östlich der Stadt liegt der Hermitage-Staudamm, der im Jahr 1900 fertiggestellt wurde.